# Nhóm nguyên tố 10
Nhóm nguyên tố 10 là nhóm gồm 4 nguyên tố niken (Ni), palladi (Pd), platin (Pt) và darmstadti (Ds) trong bảng tuần hoàn, nhóm này còn có tên gọi khác là nhóm niken.